# Stazione di Nurri
La stazione di Nurri è una stazione ferroviaria presente nel comune di Nurri, posta lungo la linea Mandas-Arbatax, utilizzata esclusivamente per i servizi turistici del Trenino Verde.

## Storia
Realizzata dalla Società italiana per le Strade Ferrate Secondarie della Sardegna negli anni novanta dell'Ottocento, la stazione situata a nord del centro abitato di Nurri venne inaugurata il 1º aprile 1893, data di apertura all'esercizio del tronco che da Mandas aveva termine nell'impianto, uno dei primi della linea per Arbatax a venire completati. Nel corso dello stesso anno la linea fu estesa verso Villanova Tulo, ed i treni dalla stazione iniziarono a viaggiare anche verso nord dal 16 novembre 1893. La ferrovia per Arbatax fu poi ultimata l'anno seguente.
Alla gestione SFSS nel 1921 subentrò quella della Ferrovie Complementari della Sardegna, a cui seguì nel 1989 la Ferrovie della Sardegna. Sotto questa amministrazione l'intera Mandas-Arbatax fu destinata a partire dal 16 giugno 1997 all'esclusivo impiego per il traffico turistico legato al progetto Trenino Verde, fatto che portò alla cessazione dell'utilizzo regolare dello scalo. Da allora la stazione, che dal 2010 è gestita dall'ARST, viene utilizzata quasi esclusivamente nel periodo estivo, restando per il resto dell'anno priva di traffico.

## Strutture e impianti
La stazione di Nurri è uno scalo di tipo passante, ed è dotata complessivamente di quattro binari aventi scartamento da 950 mm: il primo di essi è il binario di corsa, dotato di banchina, normalmente utilizzato per la ricezione dei treni turistici. Il secondo binario è di tipo passante ed è utilizzabile per eventuali incroci; anch'esso è dotato di una banchina ed è quindi eventualmente utilizzabile dai convogli del Trenino Verde in sosta nella stazione. La dotazione binari comprende anche due tronchini: il primo termina nell'area del dismesso scalo merci dell'impianto (ceduta a terzi), posta sul lato nord della stazione e dotata anche di un piano caricatore. Il secondo, sul lato sud, raggiunge invece la piattaforma girevole dell'impianto.
Adiacente al piano caricatore è presente il fabbricato viaggiatori della stazione, una costruzione formata da una parte centrale a pianta rettangolare, con sviluppo su due piani più tetto a falde in laterizi, con annesso un corpo aggiunto sul lato sud ad un solo piano più tetto a falde, per complessivi quattro accessi ai locali sul lato binari. Oltre all'edificio, impresenziato e di norma chiuso al pubblico, è presente una costruzione ospitante i servizi igienici dello scalo.

## Movimento
Dall'estate 1997 la stazione di Nurri è utilizzata esclusivamente per il traffico turistico ed è attiva principalmente in estate: con riferimento alla stagione 2016 lo scalo era servito da una coppia di corse giornaliera per Mandas e Seui sei giorni alla settimana. Ulteriori treni sono di norma calendarizzati nel periodo primaverile ed autunnale, mentre nel corso dell'intero anno la stazione è utilizzabile per eventuali treni espletati su richiesta di comitive di turisti.

## Servizi
Nel fabbricato viaggiatori dell'impianto è presente una sala d'attesa, inoltre in stazione sono presenti delle ritirate: in entrambi i casi questi servizi non sono di norma accessibili all'utenza.
- Sala d'attesa
- Servizi igienici

## Interscambi
Dinanzi alla stazione osservano fermata gli autobus dell'ARST, che permettono il collegamento con altri centri del circondario e con la stazione di Isili.
- Fermata autobus